# Сен-Мартен-д’Арберу
Сен-Марте́н-д’Арберу́ (фр. Saint-Martin-d'Arberoue) — коммуна во Франции, находится в регионе Аквитания. Департамент — Атлантические Пиренеи. Входит в состав кантона Пеи-де-Бидаш, Амикюз и Остибар. Округ коммуны — Байонна.
Код INSEE коммуны — 64489.

## География

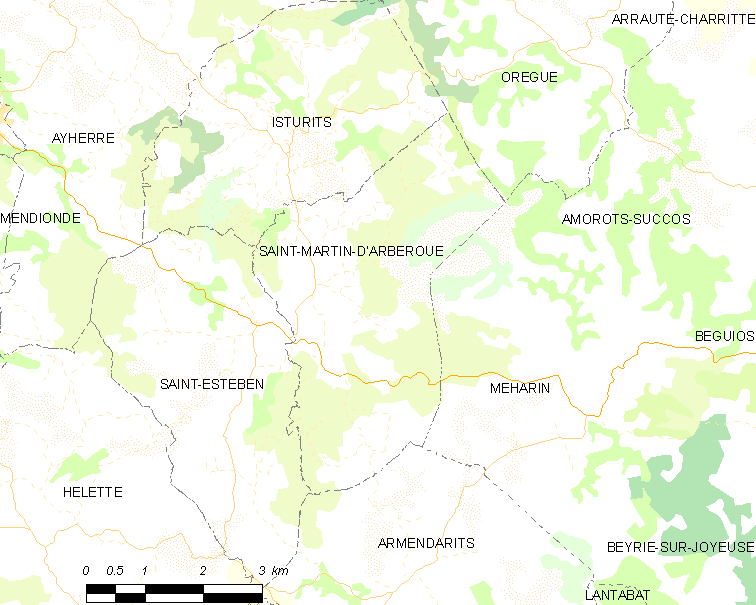
Карта коммуны

Коммуна расположена приблизительно в 670 км к юго-западу от Парижа, в 175 км южнее Бордо, в 70 км к западу от По.

## Климат
Климат тёплый океанический. Зима мягкая, средняя температура января — от +5°С до +13°С, температуры ниже −10 °C бывают редко. Снег выпадает около 15 дней в году с ноября по апрель. Максимальная температура летом порядка 20-30 °C, выше 35 °C бывает очень редко. Количество осадков высокое, порядка 1100 мм в год. Характерна безветренная погода, сильные ветры очень редки.

## Население
Население коммуны на 2010 год составляло 324 человека.
| 1962 | 1968 | 1975 | 1982 | 1990 | 1999 | 2010 |
| ---- | ---- | ---- | ---- | ---- | ---- | ---- |
| 373  | 350  | 297  | 284  | 303  | 304  | 324  |

## Администрация
| Период | Период | Фамилия          | Партия | Примечания |
| ------ | ------ | ---------------- | ------ | ---------- |
| 1995   | 2014   | Пьер Аисагер     |        |            |
| 2014   | 2020   | Анттон Ларрабюрю |        |            |

## Экономика
В 2010 году среди 210 человек трудоспособного возраста (15-64 лет) 156 были экономически активными, 54 — неактивными (показатель активности — 74,3 %, в 1999 году было 70,5 %). Из 156 активных жителей работали 146 человек (82 мужчины и 64 женщины), безработных было 10 (3 мужчин и 7 женщин). Среди 54 неактивных 11 человек были учениками или студентами, 30 — пенсионерами, 13 были неактивными по другим причинам.

## Достопримечательности
- Три доисторические пещеры Истюритс, Оксоселейя и Эрберюа (поздний палеолит). Исторический памятник с 1953 года[4]
- Церковь Св. Мартина (1866 год)[5]

## Фотогалерея

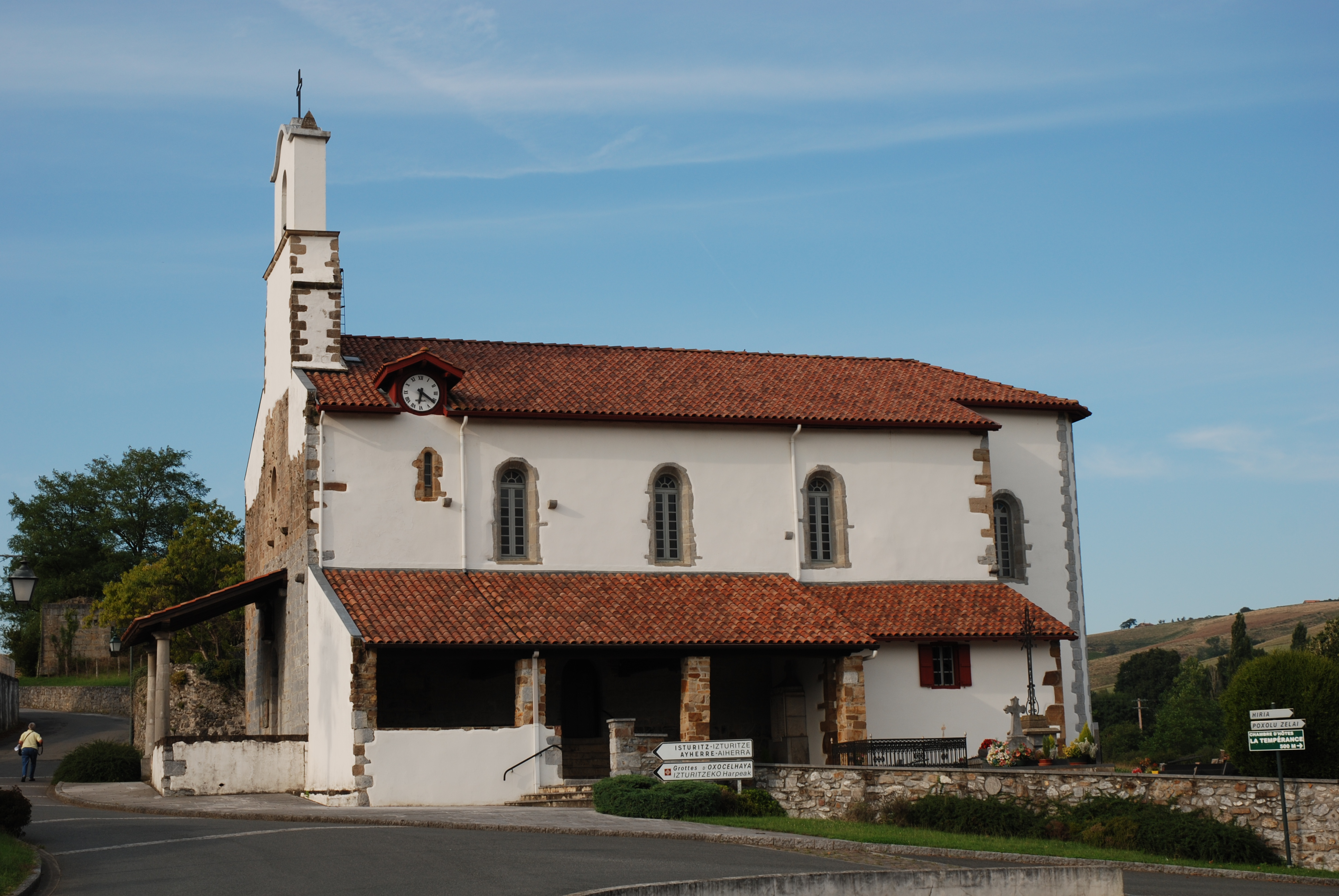
Церковь Св. Мартина
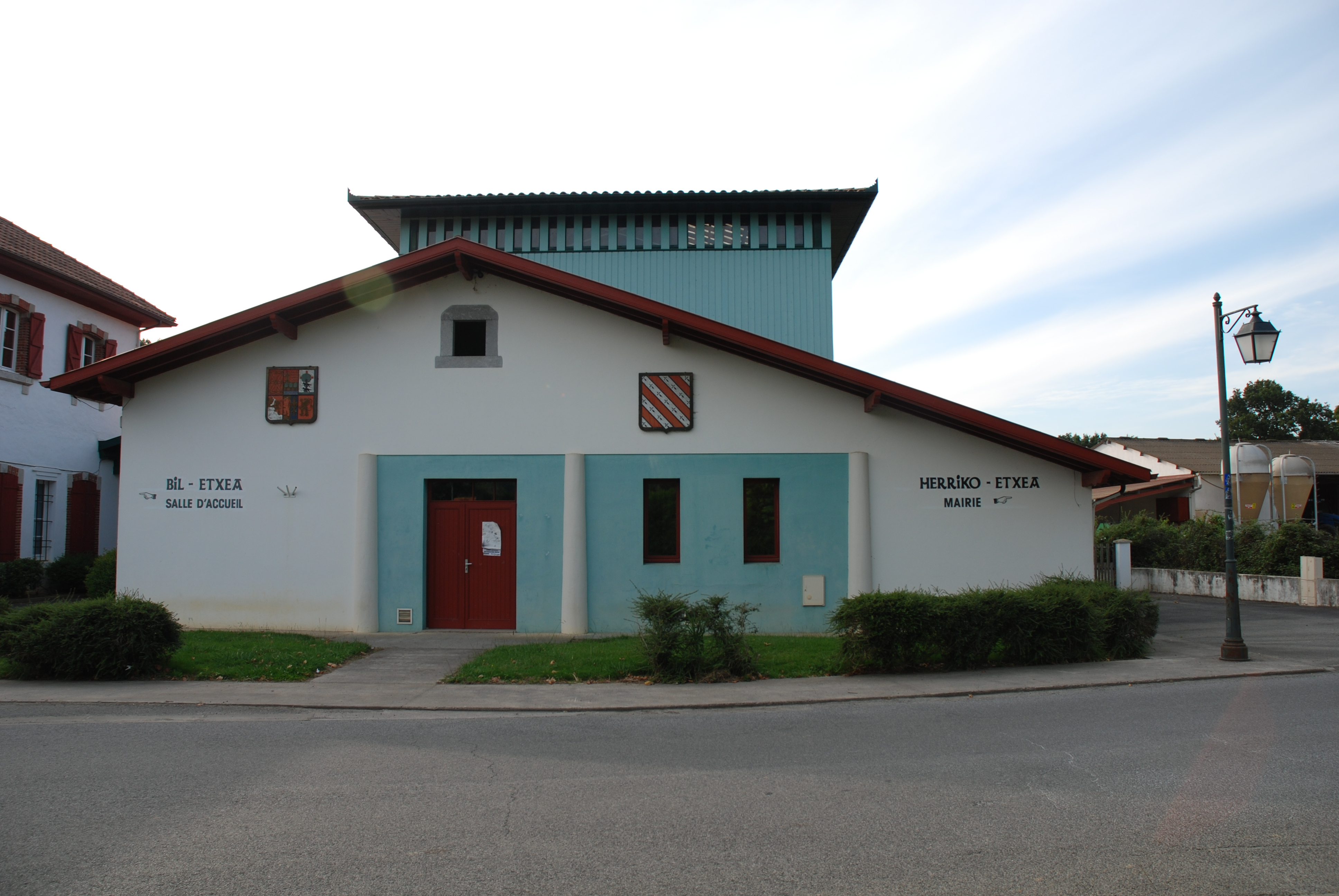
Мэрия
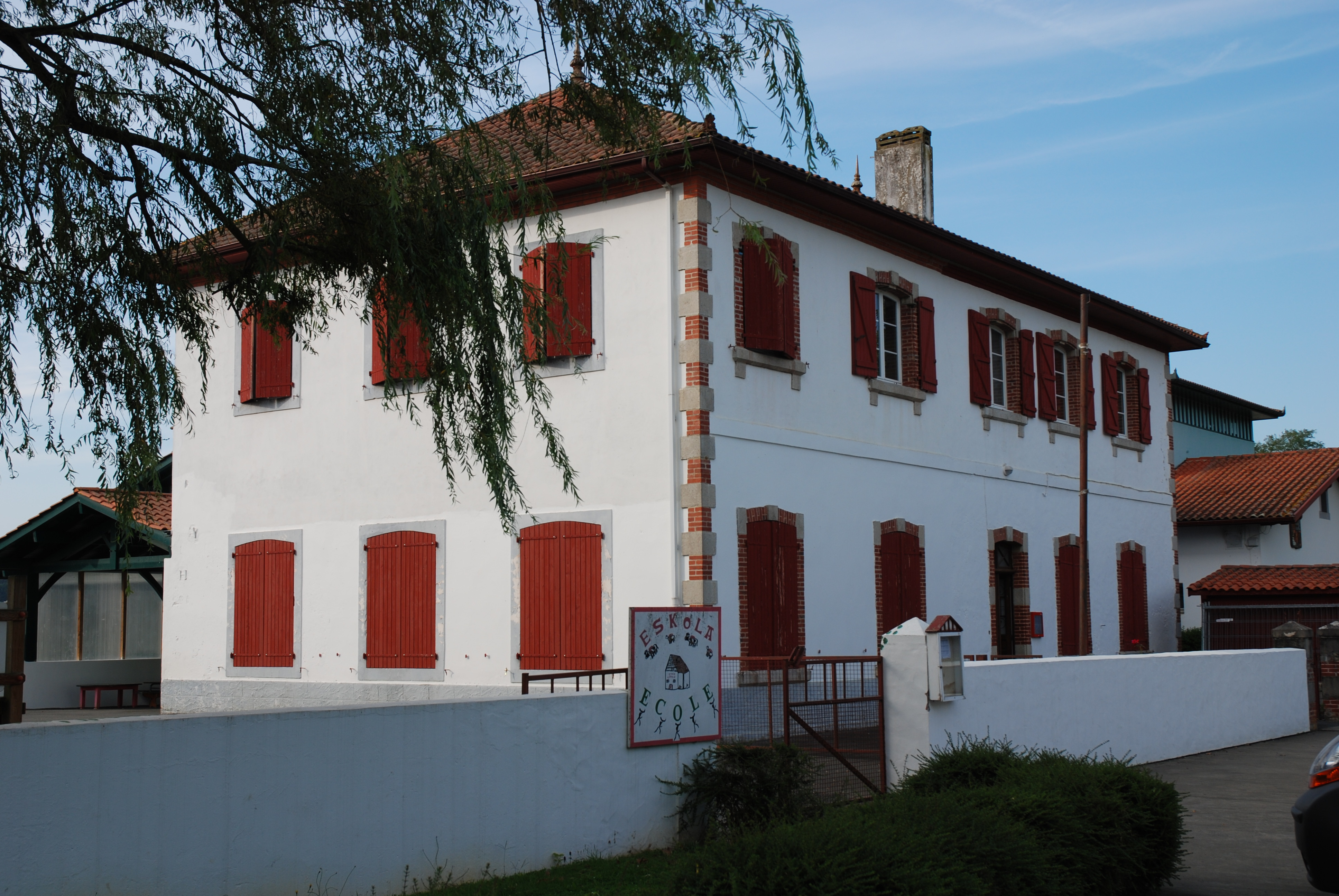
Школа
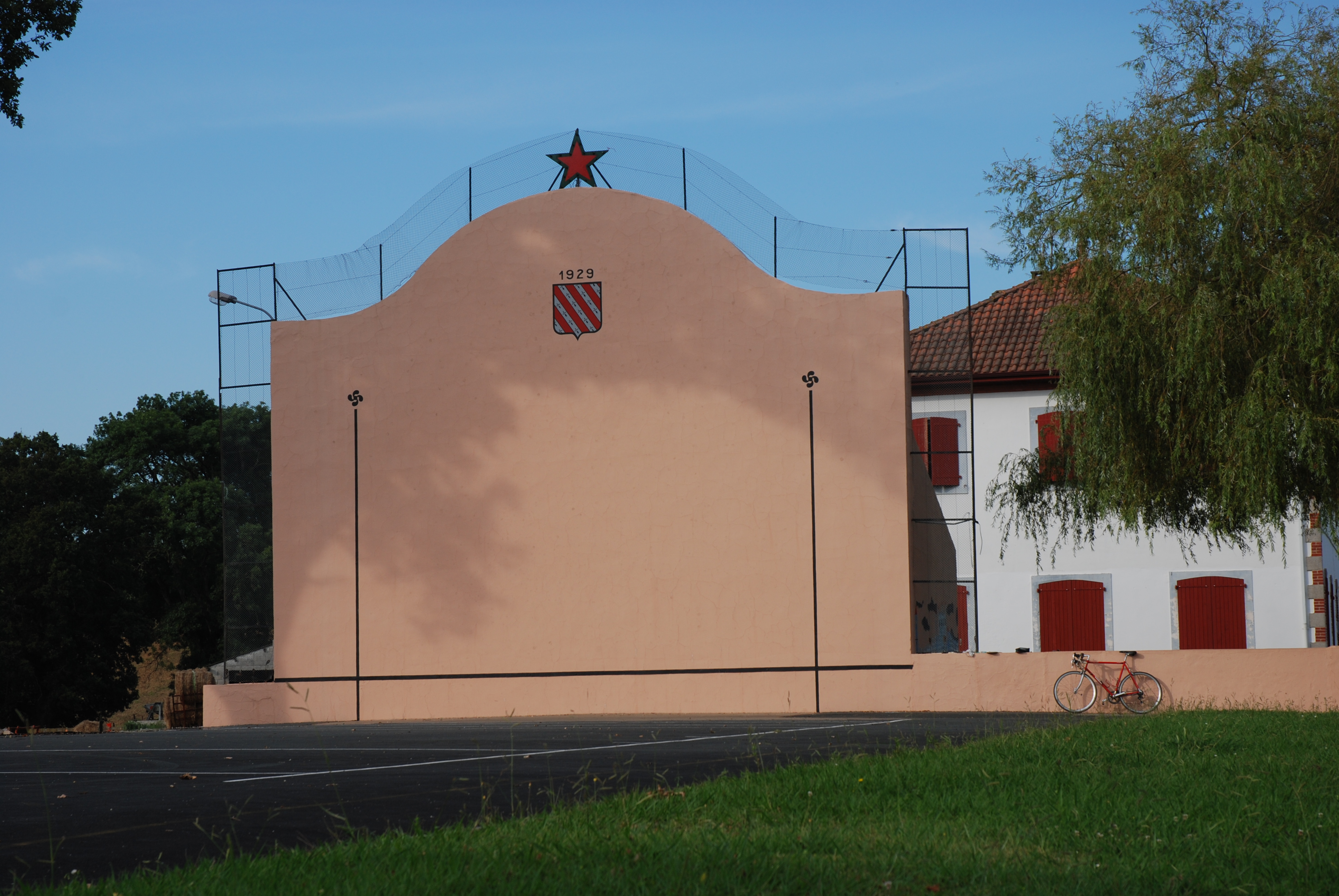
Фронтон (площадка для игры в пелоту)
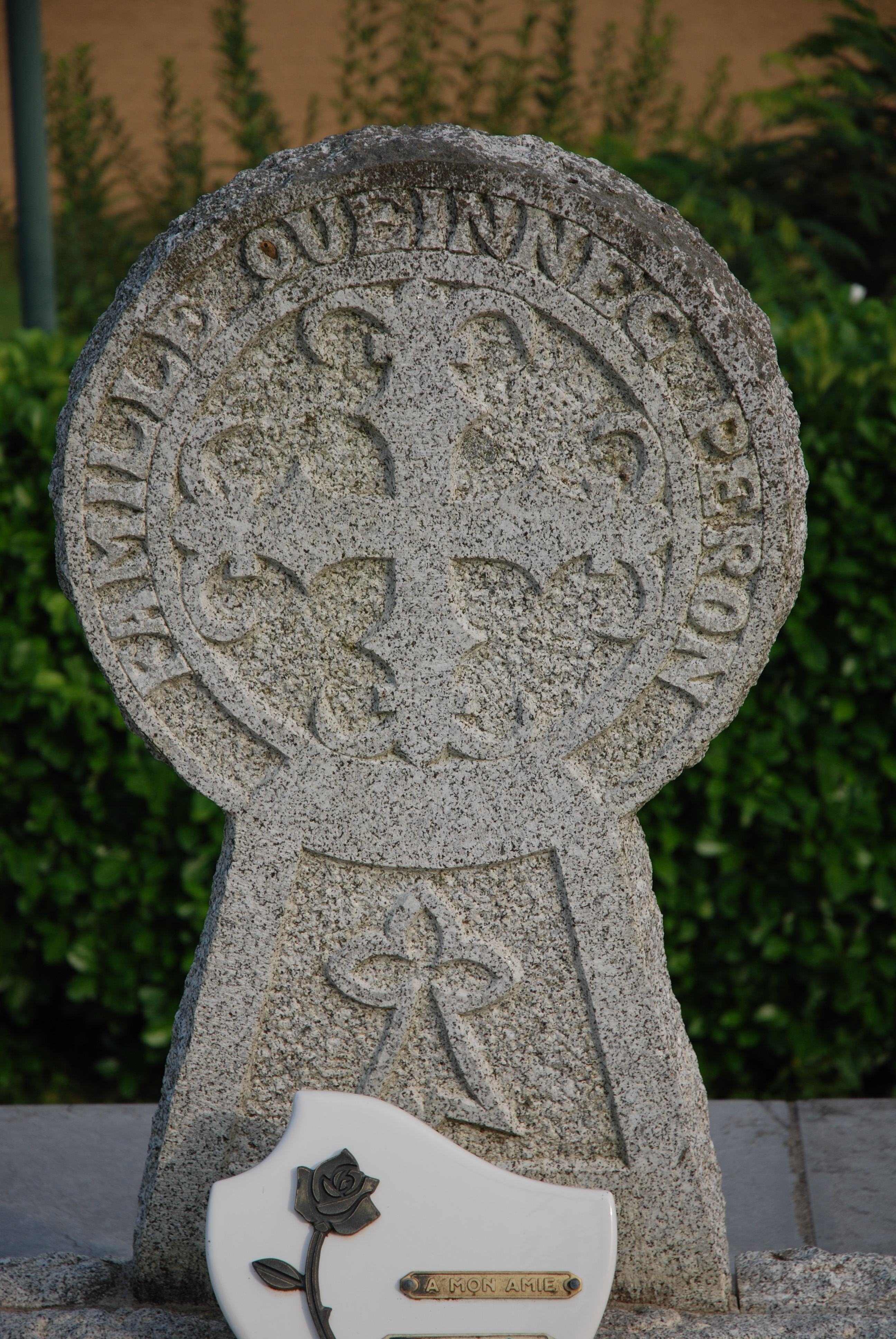
Баскская дискообразная стела
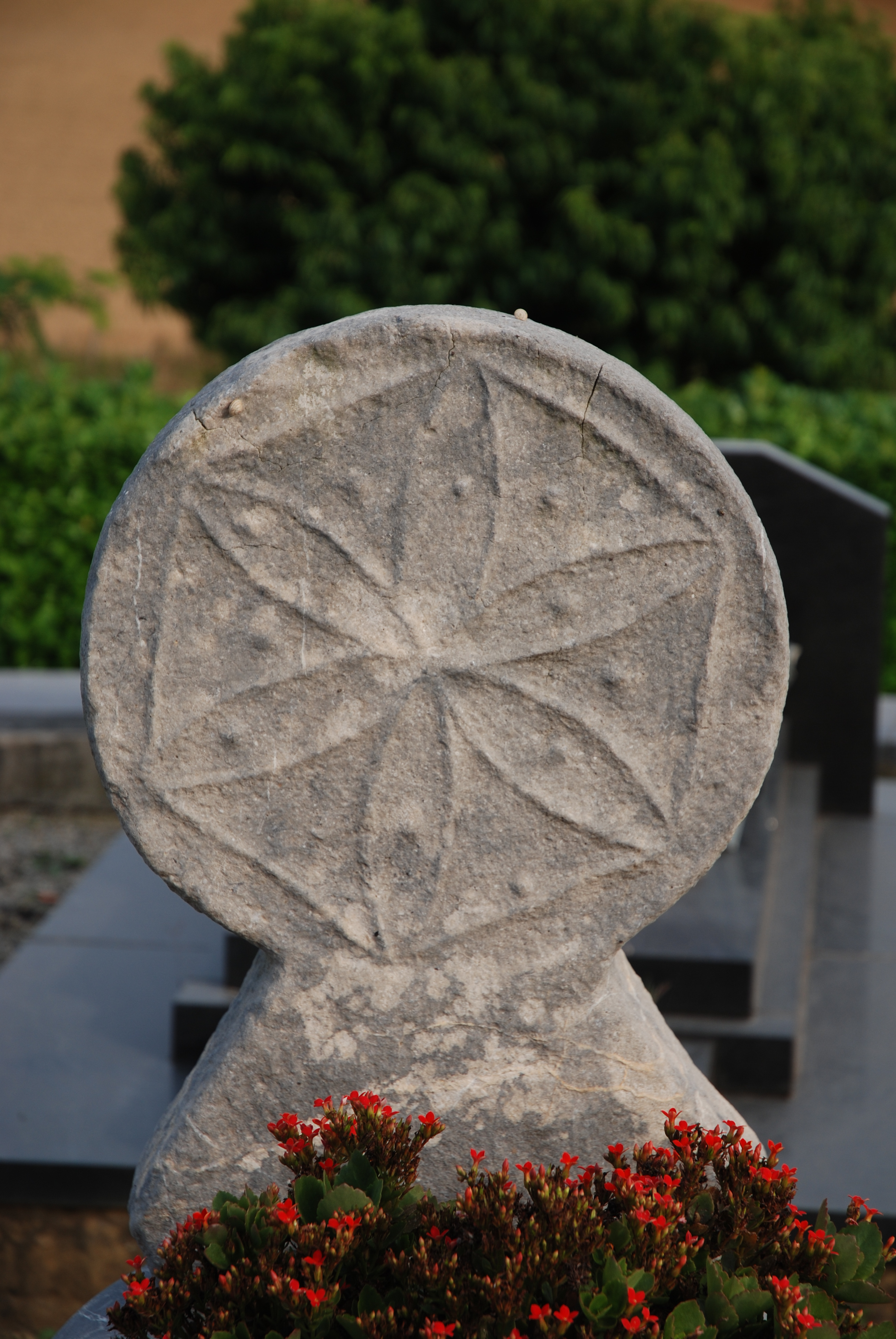
Баскская дискообразная стела
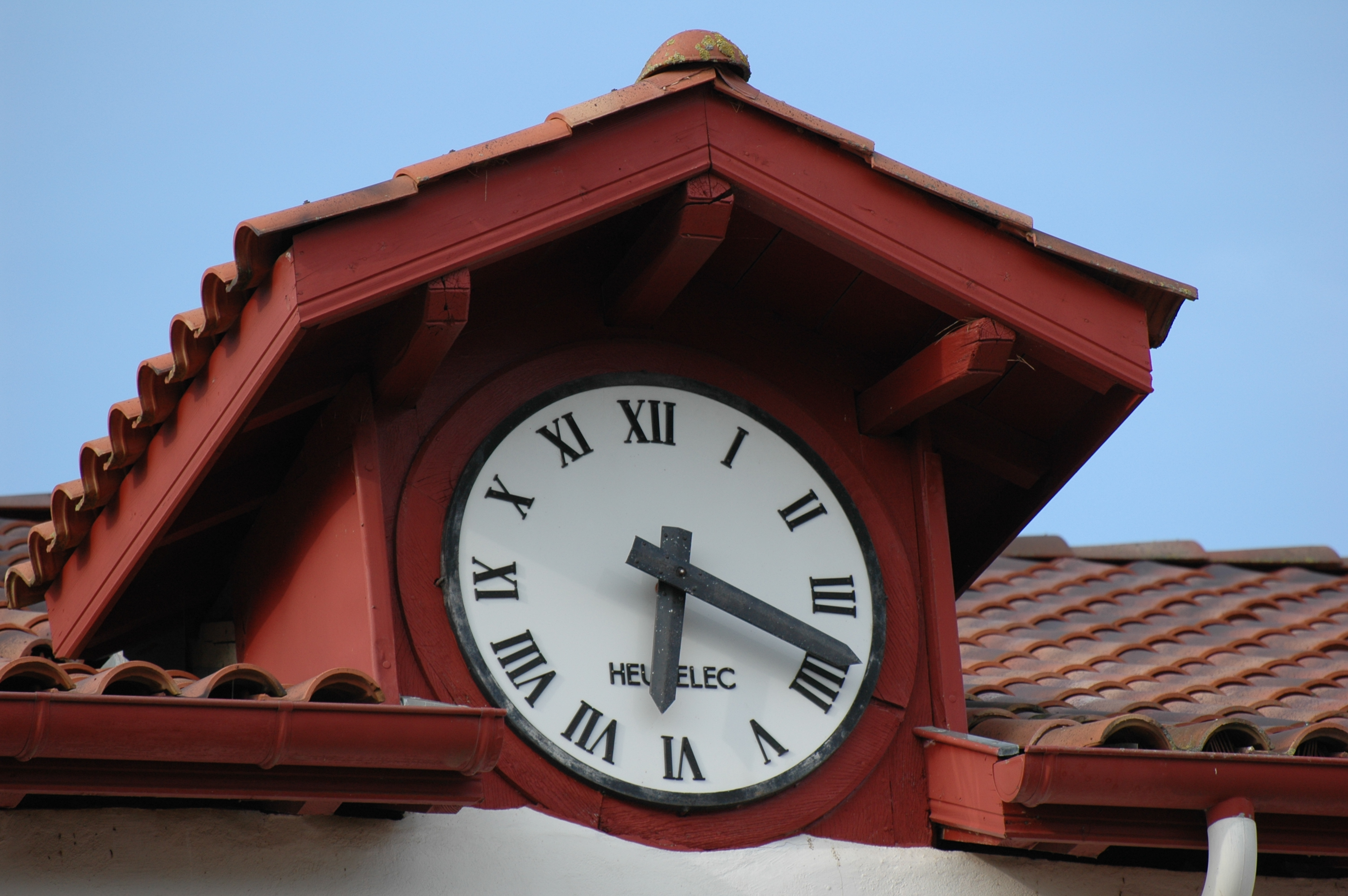
Часы на церкви